# Bauten- und Objektbeschichter
Der Bauten- und Objektbeschichter ist ein anerkannter deutscher Ausbildungsberuf im Handwerk. In Österreich heißt der vergleichbare Beruf „Maler und Beschichtungstechniker“.

## Berufsbild
Bauten- und Objektbeschichter gestalten und verkleiden sowohl Innen- als auch Außenflächen von Bauwerken und Objekten aller Art. Die Beschäftigung findet dabei vor allem im Maler- und Lackiererhandwerk statt. Auch in den Bereichen Trockenbau, im Stuckateurgewerbe und im Fassadenbau werden Bauten- und Objektbeschichter benötigt. Zu den weiteren Aufgaben zählen Arbeiten an Innenwänden wie Spachteln, Dämmen, Streichen und Tapezieren sowie das Beschichten von Geländern oder das Auftragen von Korrosionsschutz.

## Ausbildung
Die Ausbildung zum Bauten- und Objektbeschichter dauerte zwei Jahre und fand sowohl in der Berufsschule als auch im Betrieb statt. Im Rahmen der Ausbildung wurde den Fachkräften der Umgang mit den unterschiedlichsten Materialien und Werkzeugen sowie der Kontakt mit Kunden vermittelt. Wer sich noch weiter spezialisieren möchte, kann dies durch eine um 24 Monate verkürzte Lehre zum Maler und Lackierer tun.
Die Anstreicherbetriebe in Deutschland bieten seit August 2021 keine Ausbildungsverträge zum Bauten- und Objektbeschichter mehr an. Die Ausbildungsordnung für diesen zweijährigen Beruf wurde aufgehoben. Wer sich für das Handwerk interessiert, muss seitdem die dreijährige Ausbildung zum Maler und Lackierer absolvieren.